# Carl Edwin Wieman

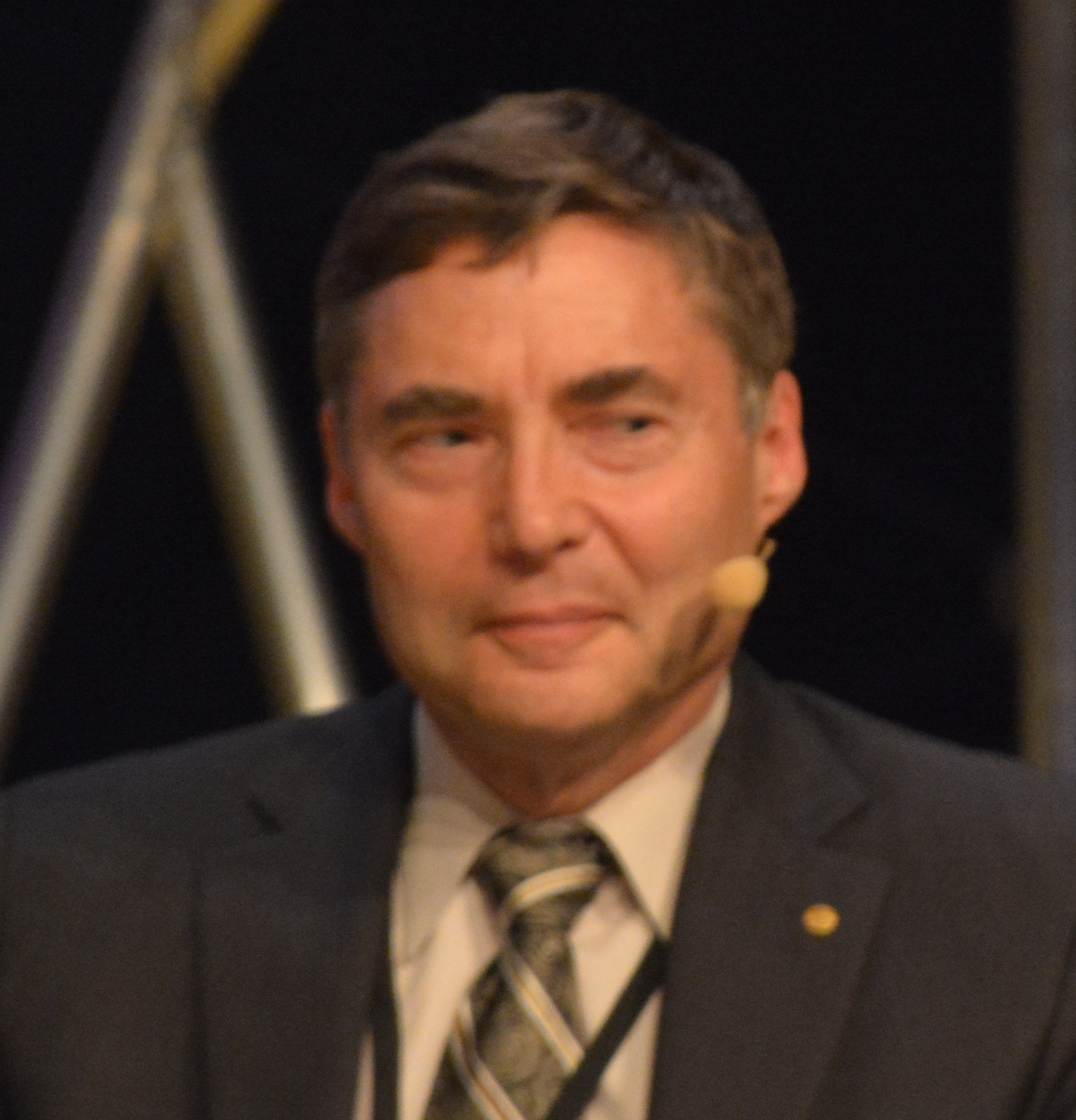
Carl Edwin Wieman (2015)

Carl Edwin Wieman (* 26. März 1951 in Corvallis, Oregon) ist ein US-amerikanischer Physiker, der 2001 mit dem Nobelpreis für Physik „für die Erzeugung der Bose-Einstein-Kondensation in verdünnten Gasen aus Alkaliatomen, und für frühe grundsätzliche Studien über die Eigenschaften der Kondensate“ ausgezeichnet wurde.

## Leben
Carl Wieman wurde am 26. März 1951 als viertes von fünf Kindern von N. Orr Wieman und Alison Wieman geboren. Er verbrachte seine Kindheit in den Wäldern von Oregon. Vor seinem siebten Schuljahr zog die Familie nach Corvallis, um den Kindern den Besuch besserer Schulen zu ermöglichen – obwohl die Kleinstadt nur etwa 25.000 Einwohner hatte, beheimatet sie doch die Oregon State University.
Nach der High School erhielt er 1973 einen Studienplatz am Massachusetts Institute of Technology (MIT). Nach dem Grundstudium wechselte er an die Stanford University an den Lehrstuhl von Theodor Hänsch, an dem er 1977 promovierte. Anschließend ging er an die University of Michigan in Ann Arbor und wurde 1979 zum Assistenzprofessor ernannt. Dort lernte er auch Sarah Gilbert kennen, die als Studentin mit ihm zusammenarbeitete. 1984 wechselte er an die University of Colorado at Boulder und heiratete Sarah, die inzwischen ebenfalls promoviert hatte. Er ist seit 1987 Professor für Physik an der University of Colorado.

## Werk
In der Gruppe um Hänsch beschäftigte sich Wieman mit Präzisionsmessungen der Wasserstofflinien, Thema seiner Doktorarbeit war die Vermessung der 1s-Lambverschiebung und der Isotopenverschiebung des 1s-2s-Übergangs mittels Polarisationsspektrometrie. Mit seinen Erfahrungen in der Präzisionspektrometrie wollte er in Michigan die von der Theorie elektroschwacher Wechselwirkung vorhergesagte Paritätsverletzung in Atomen messen. Er erkannte jedoch sehr schnell, dass hierfür Caesium bessere Möglichkeiten bot als Wasserstoff – die erfolgreiche Messung 1985 brachte ihm erste wissenschaftliche Anerkennung.
Im Zusammenhang mit seinen Präzisionsexperimenten beschäftigte sich Wieman bereits seit 1984 mit Laserkühlung und Laserfallen. Während er anfangs nur an einer Verbesserung seiner Messverfahren interessiert war, begann er jedoch schon bald die Möglichkeiten zu erkennen, die Untersuchung des Verhaltens von Atomen bei sehr niedrigen Temperaturen – und die Möglichkeit der Erzeugung eines Bose-Einstein-Kondensats, die ihm 1995 zusammen mit Eric Cornell gelang. Für diese Leistung wurde er 2001 zusammen mit Eric Cornell und Wolfgang Ketterle zu gleichen Teilen mit dem Nobelpreis für Physik ausgezeichnet.
Nach dem Erhalt des Nobelpreises stellte Wieman seine Physikkarriere zurück und widmete sich verstärkt der wissenschaftlichen Wissensvermittlung und seiner Methode des „aktiven Lernens“.

## Auszeichnungen
- 1984: Sloan Research Fellow
- 1990–1991: Guggenheim-Stipendium
- 1990: Fellow der American Physical Society
- 1993: Ernest-Orlando-Lawrence-Preis in Physik
- 1994: Davisson-Germer-Preis der American Physical Society
- 1995: Wahl in die National Academy of Sciences
- 1995: Einstein-Medaille für Laserwissenschaften der Society for Optical and Quantum Electronics
- 1996: Richtmyer Memorial Lecture Award der American Association of Physics Teachers
- 1996: Fritz-London-Preis für Tieftemperaturphysik der International Union of Pure and Applied Physics
- 1996: Newcomb-Cleveland-Preis der American Association for the Advancement of Science
- 1997: Internationaler König-Faisal-Preis für Wissenschaft
- 1997: Wissenschaftspreis der Bonfils-Staanton Foundation
- 1998: Wahl in die American Academy of Arts and Sciences
- 1998: Lorentz-Medaille der Königlich Niederländischen Akademie für Kunst und Wissenschaften
- 1999: R.-W.-Wood-Preis der Optical Society of America
- 1999: Arthur-L.-Schawlow-Preis für Laserphysik der American Physical Society
- 2000: Benjamin-Franklin-Medaille für Physik des Franklininstituts
- 2001: Nobelpreis für Physik
- 2004: National Professor of the Year des Council for Advancement and Support of Education and The Carnegie Foundation
- 2016: Gutenberg Teaching Award[2]

### Monographien
- Improving How Universities Teach Science. Lessons from the Science Education Initiative. Harvard University Press, Cambridge (MA) 2017. ISBN 978-0-674-97207-0.

### Über Wieman
- Carl E. Wieman in: Internationales Biographisches Archiv 02/2002 vom 31. Dezember 2001, im Munzinger-Archiv (Artikelanfang frei abrufbar)